# Lista de viscondados do Império do Brasil
Esta é uma lista de viscondados do Império do Brasil. 146 viscondes foram agraciados com Grandeza.

## A
| Título                    | Data de criação        | Titulares                                                       | Topônimo associado         |
| Visconde de Abaeté        | 2 de dezembro de 1854  | Antônio Paulino Limpo de Abreu                                  | Abaeté (Minas Gerais)      |
| Visconde de Abrantes      | 18 de setembro de 1841 | Miguel Calmon du Pin e Almeida                                  | Abrantes (Portugal)        |
| Visconde de Aguiar Toledo | 13 de julho de 1877    | José de Aguiar Toledo                                           | antroponímico              |
| Visconde de Albuquerque   | 2 de dezembro de 1854  | Antônio Francisco de Paula de Holanda Cavalcanti de Albuquerque | antroponímico              |
| Visconde de Alcântara     | 12 de outubro de 1826  | João Inácio da Cunha                                            | Alcântara (Maranhão)       |
| Visconde de Almeida       | 14 de março de 1846    | Paulo Martins de Almeida                                        | antroponímico              |
| Visconde de Alvarenga     | 2 de maio de 1889      | Albino Rodrigues de Alvarenga                                   | antroponímico              |
| Visconde de Andaraí       | 30 de maio de 1888     | Militão Máximo de Sousa                                         | Andaraí (Bahia)            |
| Visconde de Aracati       | 12 de outubro de 1825  | João Carlos Augusto de Oyenhausen-Gravenburg                    | Aracati (Ceará)            |
| Visconde de Araguaia      | 12 de agosto de 1874   | Domingos José Gonçalves de Magalhães                            | Rio Araguaia (Mato Grosso) |
| Visconde de Aramaré       | 26 de abril de 1879    | Manuel Lopes da Costa Pinto                                     | Engenho de Aramaré         |
| Visconde de Arantes       | 18 de junho de 1888    | Antônio Belfort Ribeiro de Arantes                              | antroponímico              |
| Visconde de Arari         | 10 de setembro de 1867 | Antônio Lacerda de Chermont                                     | Rio Arari (Pará)           |
| Visconde de Araruama      | 15 de abril de 1847    | José Carneiro da Silva                                          | Araruama (Rio de Janeiro)  |
| Visconde de Araxá         | 15 de outubro de 1872  | Domiciano Leite Ribeiro                                         | Araxá (Minas Gerais)       |
| Visconde de Arinos        | 9 de janeiro de 1889   | Tomás Fortunato de Brito                                        | Arinos (Minas Gerais)      |
| Visconde de Ariró         | 10 de junho de 1876    | Henrique José da Silva                                          | Ariró (Rio de Janeiro)     |
| Visconde de Assis Martins | 20 de julho de 1889    | Inácio Antônio de Assis Martins                                 | antroponímico              |

## B
| Título                        | Data de criação                             | Titulares                                                                             | Topônimo associado           |
| Visconde de Baependi          | 12 de outubro de 1824 12 de outubro de 1828 | Manuel Jacinto Nogueira da Gama (com grandeza) Brás Carneiro Nogueira da Costa e Gama | Baependi (Minas Gerais)      |
| Visconde de Barbacena         | 12 de outubro de 1825 31 de julho de 1830   | Felisberto Caldeira Brant Pontes de Oliveira Horta Felisberto Caldeira Brant Pontes   | Barbacena (Minas Gerais)     |
| Visconde de Barra Mansa       | 15 de janeiro de 1868                       | João Gomes de Carvalho                                                                | Barra Mansa (Rio de Janeiro) |
| Visconde de Beaurepaire-Rohan | 13 de junho de 1888                         | Henrique Pedro Carlos de Beaurepaire-Rohan                                            | antroponímico                |
| Visconde de Benavente         | 25 de março de 1888                         | José Feliciano de Morais Costa                                                        | Benavente (Portugal)?        |
| Visconde da Boa Vista         | 2 de dezembro de 1858                       | Francisco do Rego Barros                                                              | Boa Vista (Pernambuco)       |
| Visconde de Bonfim            | 2 de dezembro de 1854                       | José Francisco de Mesquita                                                            | Bonfim (Bahia)               |
| Visconde de Bom Conselho      | 13 de junho de 1888                         | José Bento da Cunha Figueiredo                                                        | Bom Conselho (Pernambuco)    |
| Visconde do Bom Retiro        | 19 de outubro de 1867                       | Luís Pedreira do Couto e Ferraz                                                       | Bom Retiro (Santa Catarina)  |

## C
| Título                         | Data de criação                                                   | Titulares | Topônimo associado                               |
| Visconde de Cabo Frio          | 15 de junho de 1858                                               | Luís da Cunha Moreira Joaquim Tomás do Amaral                                                                | Cabo Frio (Rio de Janeiro)                       |
| Visconde da Cachoeira          | 12 de outubro de 1824 12 de outubro de 1827 12 de outubro de 1828 | Luís José de Carvalho e Melo Luís José de Carvalho e Melo Filho Pedro Justiniano Carneiro de Carvalho e Melo | Cachoeira (Bahia)                                |
| Visconde de Caeté              | 12 de outubro de 1826                                             | José Teixeira da Fonseca Vasconcelos                                                                         | Caete (Minas Gerais)                             |
| Visconde de Cairu              | 12 de outubro de 1826                                             | José da Silva Lisboa                                                                                         | Cairu (Bahia)                                    |
| Visconde de Caldas             | 10 de agosto de 1889                                              | Luís Antônio de Oliveira                                                                                     | Caldas (Minas Gerais)                            |
| Visconde de Camamu             | 12 de outubro de 1828 17 de outubro de 1830                       | José Egídio Gordilho de Barbuda José Egídio Gordilho de Barbuda Filho                                        | Camamu (Bahia)                                   |
| Visconde de Camarajibe         | 14 de março de 1860                                               | Pedro Francisco de Paula Cavalcanti e Albuquerque                                                            | Camaragibe (Pernambuco)                          |
| Viscondessa de Camargos        | 15 de junho de 1881                                               | Maria Leonor Teixeira de Magalhães                                                                           | Camargo (Rio Grande do Sul)                      |
| Viscondessa de Campinas        | 19 de julho de 1879                                               | Maria Luzia de Sousa Aranha                                                                                  | Campinas (São Paulo)                             |
| Visconde de Campo Alegre       | 9 de agosto de 1884                                               | Joaquim de Sousa Leão                                                                                        | Campo Alegre (Alagoas)                           |
| Visconde de Cananéia           | 19 de setembro de 1886                                            | Bernardino Rodrigues de Avelar                                                                               | Cananéia (São Paulo)                             |
| Visconde de Cantagalo          | 22 de janeiro de 1826                                             | João Maria da Gama Freitas Berquó                                                                            | Cantagalo (Rio de Janeiro)                       |
| Visconde de Carandaí           | 11 de abril de 1888                                               | Belisário Augusto de Oliveira Pena                                                                           | Carandaí (Minas Gerais)                          |
| Visconde de Carapebus          | 9 de maio de 1874                                                 | Antônio Dias Coelho Neto dos Reis                                                                            | Carapebus (Rio de Janeiro)                       |
| Visconde de Caravelas          | 12 de outubro de 1825 2 de dezembro de 1854 15 de outubro de 1872 | José Joaquim Carneiro de Campos Manuel Alves Branco Carlos Carneiro de Campos                                | Caravelas (Bahia)                                |
| Visconde de Castro             | 12 de outubro de 1825 12 de outubro de 1827                       | João de Castro Canto e Melo João de Castro do Canto e Melo                                                   | antroponímico                                    |
| Viscondessa de Castro Lima     | 16 de agosto de 1879                                              | Carlota Leopoldina de Castro Lima                                                                            | antroponímico                                    |
| Visconde de Cavalcanti         | 30 de maio de 1888                                                | Diogo Velho Cavalcanti de Albuquerque                                                                        | antroponímico                                    |
| Visconde de Cerro Alegre       | 22 de abril de 1871                                               | João da Silva Tavares                                                                                        | Serro Alegre (Rio Grande do Sul)                 |
| Visconde de Cerro Formoso      | 19 de dezembro de 1885                                            | Francisco Pereira de Macedo                                                                                  | Cerro Formoso, Lavras do Sul (Rio Grande do Sul) |
| Visconde de Cerro Frio         | 16 de maio de 1888                                                | Antônio Cândido da Cruz Machado                                                                              | Serro Frio (Minas Gerais)                        |
| Visconde de Congonhas do Campo | 12 de outubro de 1826                                             | Lucas Antônio Monteiro de Barros                                                                             | Congonhas do Campo (Minas Gerais)                |
| Visconde do Cruzeiro           | 13 de junho de 1888                                               | Jerônimo José Teixeira Júnior                                                                                | Cruzeiro (Rio de Janeiro)                        |
| Visconde da Cunha              | 12 de outubro de 1824                                             | Francisco da Costa de Sousa Macedo                                                                           | Cunha (São Paulo)                                |
| Visconde de Cunha Bueno        | 2 de janeiro de 1889                                              | Francisco da Cunha Bueno                                                                                     | antroponímico                                    |

## E
| Título                 | Data de criação                              | Titulares                                                  | Topônimo associado          |
| Visconde de Embaré     | 31 de dezembro de 1880                       | Antônio Ferreira da Silva                                  | Embaré (São Paulo)          |
| Visconde de Entre-Rios | 17 de fevereiro de 1883 28 de agosto de 1877 | Antônio Barroso Pereira Filho Antônio Barroso Pereira Neto | Entre Rios (Rio de Janeiro) |
| Visconde de Erval      | 11 de abril de 1868                          | Manuel Luís Osório                                         | Herval (Rio Grande do Sul)  |

## F
| Título                        | Data de criação        | Titulares                        | Topônimo associado          |
| Visconde de Fanado            | 12 de outubro de 1825  | João Gomes da Silveira Mendonça  | Fanado (Minas Gerais)       |
| Visconde de Ferreira Bandeira | 28 de outubro de 1882  | Pedro Ferreira de Viana Bandeira | antroponímico               |
| Visconde dos Fiais            | 2 de dezembro de 1854  | Luís Paulo de Araújo Bastos      | Fiais da Telha (Portugal ?) |
| Visconde de Figueiredo        | 19 de setembro de 1879 | Francisco de Figueiredo          | antroponímico               |
| Viscondessa de Fonseca Costa  | 8 de agosto de 1888    | Josefina da Fonseca Costa        | antroponímico               |

## G
| Título                    | Data de criação         | Titulares                            | Topônimo associado                                  |
| Visconde da Gávea         | 19 de setembro de 1879  | Manuel Antônio da Fonseca Costa      | Gávea (Rio de Janeiro)                              |
| Visconde de Goiana        | 24 de dezembro de 1830  | Bernardo José da Gama‎                | Goiana (Pernambuco)                                 |
| Visconde da Graça         | 16 de fevereiro de 1876 | João Simões Lopes Filho              | Estância Nossa Senhora da Graça (Rio Grande do Sul) |
| Visconde de Guaí          | 31 de Outubro de 1889   | Joaquim Elísio Pereira Marinho       | Rio Guaí (Bahia)                                    |
| Visconde de Guarapuava    | 31 de agosto de 1880    | Antônio de Sá Camargo                | Guarapuava (Paraná)                                 |
| Visconde de Guararapes    | 8 de março de 1880      | Lourenço de Sá e Albuquerque         | Morro dos Guararapes (Pernambuco)                   |
| Visconde de Guaratiba     | 2 de dezembro de 1854   | Joaquim Antônio Ferreira             | Guaratiba (Rio de Janeiro)                          |
| Visconde de Guaratinguetá | 10 de abril de 1867     | Francisco de Assis e Oliveira Borges | Guaratinguetá (São Paulo)                           |

## H
| Título | Data de criação | Titulares | Topônimo associado |

## I
| Título                        | Data de criação        | Titulares                              | Topônimo associado                     |
| Visconde de Ibituruna         | 3 de agosto de 1889    | João Batista dos Santos                | Ibituruna (Minas Gerais)               |
| Visconde de Icó               | 14 de março de 1855    | Francisco Fernandes Vieira             | Icó (Ceará)                            |
| Visconde de Imbé              | 11 de julho de 1888    | José Antônio de Morais                 | Santo Antônio do Imbé (Rio de Janeiro) |
| Visconde de Indaiatuba        | 19 de julho de 1879    | Joaquim Bonifácio do Amaral            | Indaiatuba (São Paulo)                 |
| Visconde de Inhambupe de Cima | 12 de outubro de 1825  | Antônio Luís Pereira da Cunha          | Inhambupe (Bahia)                      |
| Visconde de Inhaúma           | 3 de março de 1868     | Joaquim José Inácio de Barros          | Inhaúma (Minas Gerais)                 |
| Visconde de Inhomirim         | 15 de outubro de 1872  | Francisco de Sales Torres Homem        | Inhomirim (Rio de Janeiro)             |
| Visconde de Ipanema           | 2 de dezembro de 1854  | José Antônio Moreira                   | Ipanema (Sorocaba)                     |
| Visconde de Ipiabas           | 17 de junho de 1882    | Peregrino José de Américo Pinheiro     | Ipiabas (Rio de Janeiro)               |
| Visconde de Itabapoana        | 24 de março de 1876    | Luís Antônio de Siqueira               | Itabapoana (Rio de Janeiro)            |
| Visconde de Itabaiana         | 12 de outubro de 1826  | Manuel Rodrigues Gameiro Pessoa        | Itabaiana (Sergipe)                    |
| Visconde de Itaboraí          | 2 de dezembro de 1854  | Joaquim José Rodrigues Torres          | Itaboraí (Rio de Janeiro)              |
| Visconde de Itaguaí           | 30 de novembro de 1866 | Antônio Dias Pavão                     | Itaguaí (Rio de Janeiro)               |
| Visconde de Itajubá           | 17 de julho de 1871    | Marcos Antônio de Araújo               | Itajubá (Minas Gerais)                 |
| Visconde de Itamarati         | 17 de julho de 1872    | Francisco José da Rocha Leão           | Itamarati (Amazonas)                   |
| Visconde de Itaparica         | 26 de dezembro de 1868 | Alexandre Gomes de Argolo Ferrão Filho | Itaparica (Bahia)                      |
| Visconde de Itapicuru de Cima | 12 de outubro de 1858  | Manuel de Oliveira Mendes              | Itapicuru de Cima (Bahia)              |
| Visconde de Itatiaia          | 3 de agosto de 1889    | José Caetano Rodrigues Horta           | Itatiaia (Rio de Janeiro)              |
| Visconde de Itaúna            | 18 de julho de 1872    | Cândido Borges Monteiro                | Itaúna (Rio de Janeiro)                |
| Visconde de Itu               | 31 de agosto de 1880   | Antônio de Aguiar Barros               | Itu (São Paulo)                        |

## J
| Título                    | Data de criação                               | Titulares                                                   | Topônimo associado           |
| Visconde de Jaguari       | 10 de fevereiro de 1846 15 de outubro de 1872 | Domingos de Castro Antiqueira José Ildefonso de Sousa Ramos | Jaguari (Rio Grande do Sul)  |
| Visconde de Jaguaribe     | 18 de julho de 1888                           | Domingos José Nogueira Jaguaribe                            | Jaguaribe (Ceará)            |
| Visconde de Jari          | 18 de março de 1889                           | João Batista Gonçalves Campos                               | Rio Jari (Amapa)             |
| Visconde de Jequitinhonha | 2 de dezembro de 1854                         | Francisco Gê Acaiaba de Montezuma                           | Jequitinhonha (Minas Gerais) |
| Visconde de Jericinó      | 12 de outubro de 1826                         | Ildefonso de Oliveira Caldeira Brant                        | Gericinó (Rio de Janeiro)    |
| Visconde de Jerumirim     | 2 de dezembro de 1854                         | Francisco Cordeiro da Silva Torres de Sousa Melo e Alvim    | Jerumirim (Rio de Janeiro)   |

## L
| Título                  | Data de criação        | Titulares                                  | Topônimo associado          |
| Visconde de Laguna      | 4 de abril de 1825     | Carlos Frederico Lecor                     | Laguna (Santa Catarina)     |
| Visconde de Lajes       | 3 de fevereiro de 1866 | Alexandre Vieira de Carvalho               | Lajes (Rio Grande do Norte) |
| Visconde de Lamare      | 13 de junho de 1888    | Joaquim Raimundo de Lamare                 | antroponímico               |
| Visconde de Lima Duarte | 20 de julho de 1889    | José Rodrigues de Lima Duarte              | antroponímico               |
| Visconde de Livramento  | 27 de setembro de 1876 | José Antônio de Araújo                     | Livramento (Paraíba)        |
| Visconde de Lorena      | 22 de janeiro de 1826  | Francisco Maria Gordilho Veloso de Barbuda | Lorena (São Paulo)          |

## M
| Título                     | Data de criação        | Titulares                               | Topônimo associado                  |
| Visconde de Macaé          | 18 de outubro de 1829  | José Carlos Pereira de Almeida Torres   | Macaé (Rio de Janeiro)              |
| Visconde de Maceió         | 12 de outubro de 1824  | Francisco Afonso Meneses Sousa Coutinho | Maceió (Alagoas)                    |
| Visconde de Majé           | 2 de dezembro de 1854  | José Joaquim de Lima e Silva            | Magé (Rio de Janeiro)               |
| Visconde de Maracaju       | 23 de dezembro de 1874 | Rufino Enéias Gustavo Galvão            | Maracaju (Mato Grosso do Sul)       |
| Visconde de Maranguape     | 2 de dezembro de 1854  | Caetano Maria Lopes Gama                | Maranguape (Ceará)                  |
| Visconde de Maricá         | 12 de outubro de 1824  | Mariano José Pereira da Fonseca         | Maricá (Rio de Janeiro)             |
| Visconde de Mauá           | 25 de junho de 1874    | Irineu Evangelista de Sousa             | Praia em Magé (Rio de Janeiro)      |
| Visconde de Mecejana       | 25 de julho de 1885    | Cândido Antunes de Oliveira             | Mecejana (Ceará)                    |
| Visconde de Meriti         | 2 de dezembro de 1858  | Manuel Lopes Pereira Baía               | Rio Meriti (Rio de Janeiro)         |
| Visconde de Mesquita       | 19 de março de 1883    | Jerônimo José de Mesquita               | antroponímico                       |
| Visconde de Monserrate     | 21 de junho de 1878    | Joaquim José Pinheiro de Vasconcelos    | Bairro Monserrate (Rio de Janeiro)? |
| Visconde de Monte Mário    | 3 de março de 1889     | Marcelino de Brito Ferreira de Andrade  | Monte Mário (Minas Gerais)          |
| Viscondessa de Monte Verde | 17 de abril de 1867    | Maria Teresa de Sousa Fortes            | Monte Verde (Minas Gerais)          |
| Visconde de Moreira Lima   | 28 de abril de 1883    | Joaquim José Moreira Lima               | antroponímico                       |
| Visconde de Moçoró         | 16 de outubro de 1888  | José Félix Monteiro                     | Mossoró (Rio Grande do Norte)       |
| Visconde de Mota Maia      | 20 de junho de 1887    | Cláudio Velho da Mota Maia              | antroponímico                       |
| Viscondessa de Muriaé      | 19 de julho de 1879    | Raquel Francisca de Castro Neto da Cruz | Rio Muriaé (Rio de Janeiro)         |
| Visconde de Muritiba       | 5 de outubro de 1872   | Manuel Vieira Tosta                     | Muritiba (Bahia)                    |

## N
| Título                       | Data de criação       | Titulares                                    | Topônimo associado             |
| Visconde de Nácar            | 31 de agosto de 1880  | Manuel Antônio Guimarães                     | Paraná                         |
| Visconde de Nazaré           | 12 de outubro de 1824 | Clemente Ferreira França                     | Nazaré (Bahia)                 |
| Visconde de Nioaque          | 9 de maio de 1874     | Manuel Antônio da Rocha Faria                | Nioaque (Mato Grosso do Sul)   |
| Visconde de Niterói          | 15 de outubro de 1872 | Francisco de Paula Negreiros de Saião Lobato | Niterói (Rio de Janeiro)       |
| Visconde de Nogueira da Gama | 8 de agosto de 1888   | Nicolau Antônio Nogueira Vale da Gama        | antroponímico                  |
| Visconde de Nova Friburgo    | 11 de abril de 1888   | Bernardo Clemente Pinto Sobrinho             | Nova Friburgo (Rio de Janeiro) |

## O
| Título                 | Data de criação         | Titulares                        | Topônimo associado                         |
| Visconde de Olinda     | 18 de julho de 1841     | Pedro de Araújo Lima             | Olinda (Pernambuco)                        |
| Visconde de Oliveira   | 16 de fevereiro de 1880 | Antônio da Costa Pinto Júnior    | distrito de Oliveira dos Brejinhos (Bahia) |
| Visconde de Ourém      | 20 de julho de 1889     | José Carlos de Almeida Areias    | Ourém (Pará)                               |
| Visconde de Ouro Preto | 13 de junho de 1888     | Afonso Celso de Assis Figueiredo | Ouro Preto (Minas Gerais)                  |

## P
| Título                      | Data de criação                             | Titulares                                                      | Topônimo associado                |
| Visconde da Palmeira        | 18 de agosto de 1887                        | Antônio Salgado da Silva                                       | Árvore Palmeira (Região Nordeste) |
| Visconde de Paraguaçu       | 10 de novembro de 1883                      | Francisco Munis Barreto de Aragão                              | Paraguaçu (Minas Gerais)          |
| Visconde de Paraíba         | 4 de março de 1876                          | João Gomes Ribeiro de Avelar                                   | Paraíba do Sul (Rio de Janeiro)   |
| Viscondessa de Paraibuna    | 18 de agosto de 1887                        | Benedita Bicudo Varela Lessa                                   | Paraibuna (São Paulo)             |
| Visconde de Paraná          | 26 de junho de 1852                         | Honório Hermeto Carneiro Leão                                  | Paraná                            |
| Visconde de Paranaguá       | 12 de outubro de 1824 18 de janeiro de 1882 | Francisco Vilela Barbosa João Lustosa da Cunha Paranaguá       | Paranaguá (Piauí)                 |
| Visconde da Parnaíba        | 18 de julho de 1841                         | Manuel de Sousa Martins                                        | Parnaíba (Piauí)                  |
| Visconde do Passé           | 2 de dezembro de 1854                       | Antônio da Rocha Pita Argolo                                   | Passé (Bahia)                     |
| Visconde de Pedra Branca    | 12 de outubro de 1826                       | Domingos Borges de Barros                                      | Pedra Branca (Ceará)              |
| Visconde de Pelotas         | 12 de outubro de 1826 17 de março de 1870   | Patrício José Correia da Câmara José Antônio Correia da Câmara | Pelotas (Rio Grande do Sul)       |
| Visconde de Penha           | 20 de junho de 1888                         | João de Sousa da Fonseca Costa                                 | Penha (Santa Catarina)            |
| Visconde de Pindamonhangaba | 19 de setembro de 1877                      | Francisco Marcondes Homem de Melo                              | Pindamonhangaba (São Paulo)       |
| Visconde do Pinhal          | 5 de maio de 1883                           | Antônio Carlos de Arruda Botelho                               | São Carlos do Pinhal (São Paulo)  |
| Visconde de Pinheiro        | 15 de abril de 1882                         | Joaquim Luís Pinheiro                                          | antroponímico                     |
| Visconde de Pirajá          | 12 de outubro de 1826                       | Joaquim Pires de Carvalho e Albuquerque                        | Ribeirão Pirajá (Bahia)           |
| Visconde de Pirapitinga     | 19 de julho de 1877                         | João Caldas Viana Filho                                        | Pirapetinga (Minas Gerais)        |
| Visconde de Piraçununga     | 11 de outubro de 1866                       | Joaquim Henrique de Araújo                                     | Pirassununga (São Paulo)          |
| Visconde de Piratini        | 29 de dezembro de 1866                      | João Francisco Vieira Braga                                    | Piratini (Rio Grande do Sul)      |
| Visconde de Porto Alegre    | 2 de dezembro de 1858                       | Manuel Marques de Sousa                                        | Porto Alegre (Rio Grande do Sul)  |
| Visconde de Porto Seguro    | 18 de maio de 1874                          | Francisco Adolfo de Varnhagen                                  | Porto Seguro (Bahia)              |
| Visconde de Prados          | 18 de maio de 1871                          | Camilo Maria Ferreira Armond                                   | Prados (Minas Gerais)             |

## Q
| Título                   | Data de criação                           | Titulares                                                   | Topônimo associado   |
| Visconde de Queluz       | 12 de outubro de 1824 30 de junho de 1847 | João Severiano Maciel da Costa João Tavares Maciel da Costa | Queluz (São Paulo)   |
| Visconde de Quixeramobim | 4 de abril de 1826                        | Pedro Dias Pais Leme                                        | Quixeramobim (Ceará) |

## R
| Título                     | Data de criação         | Titulares                                | Topônimo associado                           |
| Visconde de Recife         | 12 de outubro de 1824   | Francisco Pais Barreto                   | Recife (Pernambuco)                          |
| Visconde de Resende        | 12 de outubro de 1824   | Antônio Teles da Silva Caminha e Meneses | Resende (Rio de Janeiro)                     |
| Visconde de Rio Bonito     | 2 de dezembro de 1854   | João Pereira Darrigue de Faro            | Rio Bonito (Rio de Janeiro)                  |
| Visconde de Rio Branco     | 20 de junho de 1870     | José Maria da Silva Paranhos             | Rio Branco/Catuípe (Rio Grande do Sul)?      |
| Visconde de Rio Claro      | 19 de setembro de 1879  | José Estanislau de Oliveira              | Rio Claro (São Paulo)                        |
| Visconde de Rio Comprido   | 18 de julho de 1841     | José de Oliveira Barbosa                 | Bairro do Rio Comprido (Rio de Janeiro)      |
| Visconde de Rio Formoso    | 23 de fevereiro de 1889 | Francisco de Caldas Lins                 | Rio Formoso (Pernambuco)                     |
| Visconde de Rio Grande     | 14 de outubro de 1874   | José de Araújo Ribeiro                   | Rio Grande (Rio Grande do Sul)               |
| Visconde de Rio Novo       | 27 de março de 1867     | José Antônio Barroso de Carvalho         | Rio Novo (Minas Gerais)                      |
| Visconde de Rio Preto      | 14 de março de 1867     | Domingos Custódio Guimarães              | Rio Preto (Minas Gerais)                     |
| Visconde de Rio das Velhas | 7 de março de 1885      | Francisco de Paula Fonseca Viana         | Rio das Velhas (Minas Gerais)                |
| Visconde de Rio Vermelho   | 17 de dezembro de 1830  | Manuel Inácio da Cunha e Meneses         | Forte de São Gonçalo do Rio Vermelho (Bahia) |

## S
| Título                             | Data de criação        | Titulares                                                     | Topônimo associado                                            |
| Visconde de Sabará                 | 4 de abril de 1888     | João Evangelista de Negreiros Saião Lobato                    | Sabará (Minas Gerais)                                         |
| Visconde de Salto                  | 24 de maio de 1886     | Antônio José Dias Carneiro                                    | Salto (Rio de Janeiro)                                        |
| Visconde de Santa Isabel           |                        | Luís da Cunha Feijó                                           | Distrito de Santa Isabel, Niterói (Rio de Janeiro)            |
| Viscondessa de Santa Justa         | 9 de fevereiro de 1889 | Bernardina Alves Barbosa                                      | Santa Justa, Lisboa (Portugal)                                |
| Visconde de Santa Teresa           |                        | Polidoro da Fonseca Quintanilha Jordão                        | Bairro de Santa Teresa (Rio de Janeiro)                       |
| Visconde de Santa Vitória          | 20 de julho de 1889    | Manuel Afonso de Freitas Amorim                               | Santa Vitória do Palmar (Rio Grande do Sul)                   |
| Visconde de Santo Amaro            |                        | José Egídio Álvares de Almeida João Carlos Pereira de Almeida | Santo Amaro da Purificação (Bahia)                            |
| Viscondessa de Santos              |                        | Domitila de Castro Canto e Melo                               | Santos (São Paulo)                                            |
| Visconde de São Clemente           |                        | Antônio Clemente Pinto Filho                                  | Rua de São Clemente (Rio de Janeiro)                          |
| Visconde de São Francisco          |                        | Francisco José Pacheco                                        | São Francisco (Portugal)                                      |
| Visconde de São Gabriel            |                        | João de Deus Mena Barreto                                     | São Gabriel (Rio Grande do Sul)                               |
| Visconde de São João da Barra      | 18 de janeiro de 1882  | Francisco José Alves Rangel                                   | São João da Barra (Rio de Janeiro)                            |
| Visconde de São José do Norte      |                        | Eufrásio Lopes de Araújo                                      | São José do Norte (Rio Grande do Sul)                         |
| Visconde de São Leopoldo           |                        | José Feliciano Fernandes Pinheiro                             | São Leopoldo (Rio Grande do Sul)                              |
| Visconde de São Lourenço           |                        | Francisco Gonçalves Martins                                   | São Lourenço (Minas Gerais)                                   |
| Visconde de São Luís do Maranhão   | 13 de junho de 1888    | Antônio Marcelino Nunes Gonçalves                             | São Luís (Maranhão)                                           |
| Visconde de São Salvador de Campos |                        | José Alexandre Carneiro Leão                                  | Praça de São Salvador, Campos dos Goytacazes (Rio de Janeiro) |
| Visconde de São Sebastião          |                        | Manuel Ribeiro da Mota                                        | São Sebastião (Alagoas?)                                      |
| Visconde de São Vicente            |                        | José Antônio Pimenta Bueno                                    | São Vicente (São Paulo)                                       |
| Visconde de Sapucaí                |                        | Cândido José de Araújo Viana                                  | Rio Sapucaí (Minas Gerais)                                    |
| Visconde de Sepetiba               |                        | Aureliano de Sousa e Oliveira Coutinho                        | Bairro Sepetiba (Rio de Janeiro)                              |
| Visconde de Serjimirim             |                        | Antônio da Costa Pinto                                        | Rio Sergimirim (Bahia)                                        |
| Visconde de Sinimbu                |                        | João Lins Vieira Cansanção de Sinimbu                         | Engenho Sinimbu (Alagoas)                                     |
| Visconde de Sousa Fontes           |                        | José Ribeiro de Sousa Fontes                                  | antroponímico                                                 |
| Visconde de Sousa Franco           |                        | Bernardo de Sousa Franco                                      | antroponímico                                                 |
| Visconde de Suaçuna                |                        | Francisco de Paula Cavalcanti de Albuquerque                  | Riacho Suaçuna (Ceará)                                        |
| Visconde de Subaé                  |                        | Francisco Moreira de Carvalho                                 | Rio Subaé (Bahia)                                             |

## T
| Título                              | Data de criação         | Titulares                                              | Topônimo associado                      |
| Visconde de Tabatinga               | 5 de maio de 1883       | Domingos Francisco de Sousa Leão                       | Engenho Tabatinga (Pernambuco)          |
| Visconde de Tamandaré               | 18 de fevereiro de 1865 | Joaquim Marques Lisboa                                 | Tamandaré (Pernambuco)                  |
| Visconde de Taubaté                 | 12 de outubro de 1825   | Luís de Saldanha da Gama Melo e Torres Guedes de Brito | Taubaté (São Paulo)                     |
| Visconde de Taunay                  | 6 de setembro de 1889   | Alfredo d'Escragnolle Taunay                           | antroponímico                           |
| Viscondessa de Tibaji               | 6 de setembro de 1889   | Querubina Rosa Marcondes de Sá                         | Tibagi (Paraná)                         |
| Visconde de Tocantins               | 17 de julho de 1872     | José Joaquim de Lima e Silva Sobrinho                  | Tocantins                               |
| Visconde da Torre de Garcia d'Ávila | 12 de outubro de 1826   | Antônio Joaquim Pires de Carvalho e Albuquerque        | Casa da Torre de Garcia d'Ávila (Bahia) |
| Visconde de Tremembé                | 7 de maio de 1887       | José Francisco Monteiro                                | Tremembé (São Paulo)                    |
| Visconde de Três Rios               | 19 de julho de 1879     | Joaquim Egídio de Sousa Aranha                         | Três Rios (Rio de Janeiro)              |

## U
| Título              | Data de criação        | Titulares                       | Topônimo associado          |
| Visconde de Ubá     | 14 de março de 1887    | Joaquim Ribeiro de Avelar       | Ubá (Minas Gerais)          |
| Visconde de Uberaba | 2 de dezembro de 1854  | José Cesário de Miranda Ribeiro | Uberaba (Minas Gerais)      |
| Visconde de Ururaí  | 21 de março de 1888    | Manuel Carneiro da Silva        | Rio Ururaí (Rio de Janeiro) |
| Visconde de Uruguai | 2 de dezembro de 1854  | Paulino José Soares de Sousa    | Uruguai                     |
| Visconde de Utinga  | 17 de novembro de 1876 | Henrique Marques Lins           | Rio Utinga (Bahia)          |

## V
| Título                                | Data de criação                             | Titulares                                                                     | Topônimo associado                         |
| Visconde de Valdetaro                 | 20 de novembro de 1886                      | Manuel de Jesus Valdetaro                                                     | antroponímico                              |
| Visconde de Vargem Alegre             | 11 de abril de 1888                         | Luís Otávio de Oliveira Roxo                                                  | Vargem Alegre (Rio de Janeiro)             |
| Visconde de Vergueiro                 | 31 de dezembro de 1880                      | Nicolau José de Campos Vergueiro                                              | antroponímico                              |
| Visconde de Vieira da Silva           | 5 de janeiro de 1889                        | Luís Antônio Vieira da Silva                                                  | antroponímico                              |
| Visconde de Vila Real da Praia Grande | 12 de outubro de 1825 12 de outubro de 1828 | Caetano Pinto de Miranda Montenegro Caetano Pinto de Miranda Montenegro Filho | Vila Real da Praia Grande (Rio de Janeiro) |

## Viscondados recusados
Os seguintes títulos foram oferecidos a pessoas que, todavia, não os aceitaram, ou foram recusados após a concessão:
- Viscondessa do Ipiranga – oferecido por D. Pedro II a Gabriela Frederica Ribeiro de Andrada, filha de José Bonifácio de Andrada e Silva, por ocasião do cinquentenário da Independência, o que foi delicadamente recusado, alegando que seu pai e tios nunca aceitaram honrarias e títulos semelhantes pelos serviços que haviam prestado ao país.

## Observações
↑  A lista adota como padrão as normas ortográficas vigentes da língua portuguesa, mesmo que a escrita dalguns títulos difira dos topônimos associados que por ventura mantiveram a antiga grafia.